# Joseph Parry
Joseph Parry (ur. 21 maja 1841 w Merthyr Tydfil, zm. 17 lutego 1903 w Penarth) – walijski kompozytor.

## Życiorys
Pochodził z ubogiej rodziny, w wieku 9 lat musiał podjąć pracę w kopalni węgla. W 1854 roku wyjechał wraz z rodzicami do Stanów Zjednoczonych, gdzie otrzymał zatrudnienie w hucie żelaza w Danville w stanie Pensylwania. Podjął tam naukę muzyki w środowisku walijskich emigrantów, pisał i komponował pieśni do tekstów w języku walijskim. Jego twórczość cieszyła się dużym uznaniem i zdobywała nagrody na festiwalach Eisteddfod. W 1865 roku na walijskim konkursie poezji i śpiewu otrzymał tytuł Pencerdd America. W latach 1868–1871 studiował w Royal Academy of Music w Londynie, gdzie jego nauczycielami byli William Sterndale Bennett, Manuel García i Charles Steggall. W 1871 roku zdobył tytuł Bachelor of Arts na Cambridge University. Od 1873 do 1879 roku wykładał na University College of Wales w Aberystwyth. W 1878 roku obronił w Cambridge doktorat z muzyki. W latach 1881–1888 prowadził prywatną szkołę muzyczną w Swansea. Od 1888 roku był wykładowcą University College of South Wales and Monmouthshire w Cardiff.
Wydał zbiór pieśni walijskich Cambrian Minstrelsie (6 tomów, Edynburg 1893).

## Wybrane kompozycje
(na podstawie materiałów źródłowych)

### Opery
- Blodwen (wyst. Aberdare 1878)
- Virginia (wyst. Aberdare 1883)
- Arianwen (wyst. Cardiff 1890)
- Sylvia (wyst. Cardiff 1895)
- Ceridwen (wyst. Liverpool 1900)
- The Maid of Cefn Ydfa (wyst. Cardiff 1902)

### Oratoria
- The Prodigal Son (wyst. Chester 1866)
- Emmanuel (wyst. Londyn 1880)
- Saul of Tarsus (wyst. Cardiff 1892)

### Kantaty
- The Birds (wyst. Wrexham 1873)
- Jerusalem (wyst. Cambridge 1878)
- Joseph (wyst. Swansea 1881)
- Nebuchadnezzar (wyst. Londyn 1884)
- Cambria (wyst. Llandudno 1896)